# Seattle Storm 2018
La stagione 2018 delle Seattle Storm fu la 19ª nella WNBA per la franchigia.
Le Seattle Storm vinsero la Western Conference con un record di 26-8. Nei play-off vinsero la semifinale con le Phoenix Mercury (3-2), vincendo poi il titolo battendo nella finale WNBA le Washington Mystics (3-0).

## Roster
| N° | Naz.                   | Ruolo | Sportivo               | Anno | Alt. | Peso |
| -- | ---------------------- | ----- | ---------------------- | ---- | ---- | ---- |
| 1  | Stati Uniti (bandiera) | AC    | Crystal Langhorne      | 1986 | 188  | 84   |
| 2  | Stati Uniti (bandiera) | C     | Mercedes Russell       | 1995 | 198  | 88   |
| 3  | Stati Uniti (bandiera) | C     | Courtney Paris         | 1987 | 193  | 113  |
| 6  | Stati Uniti (bandiera) | A     | Natasha Howard         | 1991 | 188  | 75   |
| 10 | Stati Uniti (bandiera) | G     | Sue Bird               | 1980 | 175  | 68   |
| 12 | Stati Uniti (bandiera) | A     | Teana Muldrow          | 1995 | 185  | 82   |
| 21 | Stati Uniti (bandiera) | G     | Jordin Canada          | 1995 | 168  | 61   |
| 23 | Stati Uniti (bandiera) | A     | Kaleena Mosqueda-Lewis | 1993 | 180  | 82   |
| 24 | Stati Uniti (bandiera) | G     | Jewell Loyd            | 1993 | 178  | 67   |
| 30 | Stati Uniti (bandiera) | AC    | Breanna Stewart        | 1994 | 193  | 77   |
| 32 | Stati Uniti (bandiera) | A     | Alysha Clark           | 1987 | 178  | 76   |
| 33 | Stati Uniti (bandiera) | G     | Sami Whitcomb          | 1988 | 178  | 66   |
| 45 | Stati Uniti (bandiera) | G     | Noelle Quinn           | 1985 | 183  | 81   |

## Staff tecnico
- Allenatore: Dan Hughes
- Vice-allenatori: Gary Kloppenburg, Crystal Robinson
- Preparatore atletico: Tom Spencer